# Goodwater
Goodwater es un pueblo ubicado en el condado de Coosa en el estado estadounidense de Alabama. En el censo de 2000, su población era de 1633.

## Demografía
En el 2000 la renta per cápita promedia del hogar era de $22,188, y el ingreso promedio para una familia era de $28,819. El ingreso per cápita para la localidad era de $10,602. Los hombres tenían un ingreso per cápita de $22,414 contra $17,464 para las mujeres.

## Geografía
Goodwater se encuentra ubicado en las coordenadas 33°3′36″N 86°3′11″O / 33.06000, -86.05306 (32.702340, -87.596216).
Según la Oficina del Censo de los EE. UU., la ciudad tiene un área total de 6.54 millas cuadradas (16.95 km²).